# Jason Todd
Jason Todd är en fiktiv seriefigur i DC Comics värld.

## Biografi
Jason Todd var en hemlös pojke som bodde på Gotham Citys gator ända tills den dag då han såg Batmans bil stå oskyddad i Crime Alley, samma gata som Bruce Waynes föräldrar dog på. Han blir ertappad av Batman då han försöker stjäla hjulen på Batmobilen. Batman som ser något hos pojken tar hand om honom och han blir Batmans skyddsling Robin, efter det att den första Robin, Dick Grayson, blivit Nightwing. Jason Todd blir då rollfiguren Robin.
Todd dör i en fyrdelad berättelse som hette "A death in the family" som publicerades i Batman #426 - 429 (1988). I slutet av Batman #427, Dör Jason Todd när han slåss mot Jokern, vilket slutar med en explosion.
I serien Hush som pågick i Batman 608-619, under 2002, kommer Jason Todd tillbaka från de döda. Orsaken till karaktärens återkomst förklaras i Batman Annual 25. Han återupplivas i en av Ra's al Ghul återupplivningspooler, men när han kommer tillbaka till livet är det som en helt annan person än den Jason Todd som en gång var Robin, då den här personen inte har någon som helst respekt för livet och dödar urskillningslöst, något som Batman aldrig skulle göra och som han lärde sina skyddslingar att respektera. Ra's al Ghuls pool gör ofta en person sinnesförvirrad efter att ha genomgått en sådan förvandling.
Jason Todd tar för en tid även rollen som Nightwing, precis som sin föregångare Dick Grayson.

## Övriga framträdanden
Han har även en stor roll i crossovern Final Crisis.
I den animerade filmen Batman: Under the Red Hood från 2010 har Todd en framträdande roll